# Sten Elfström
Sten Gustav Axelsson Elfström, född 18 augusti 1942 i Solna församling, Stockholms län, död 20 mars 2024 i Oscars distrikt i Stockholm, var en svensk skådespelare.

## Biografi
Elfström var son till direktör Axel Elfström (1896–1974) och Hedvig, född Gripensköld (1904–1992). Han utexaminerades från Göteborgs scenskola 1968. Han var sedan engagerad vid Norrköping-Linköping stadsteater 1968–1972. Sin första stora TV-roll gjorde han som ingenjören Börje Bodmark i Lycka till 1980. För TV-publiken blev han senare känd för sin roll som far i ungdomsserien Ebba & Didrik samt för rollen som polis med tvivelaktiga metoder i serien Kenny Starfighter. Han hade även en större roll som morfar i serien Äkta människor 2012 och 2014. Han medverkade även som huvudrollsinnehavare i Aviciis musikvideo "Waiting for Love".

## Filmografi
- 1977 – Hultkläppen (TV-film)
- 1980 – Lycka till (TV-serie)
- 1983 – Profitörerna (TV-serie)
- 1985 – Lösa förbindelser (TV-serie)
- 1985 – Svenska brott (TV-serie) (avsnittet "Sista resan")
- 1988 – Måsen
- 1990 – Ebba & Didrik (TV-serie)
- 1992 – Kvällspressen (TV-serie)
- 1995 – Snoken (TV-serie) (gästroll)
- 1996 – Ont blod
- 1996 – Nudlar och 08:or (TV-serie) (gästroll)
- 1997 – Skilda världar (TV-serie)
- 1997 – Akvarium
- 1997 – Opportunus
- 1997 – Svensson, Svensson - filmen
- 1997 – Kenny Starfighter (TV-serie)
- 1998 – Skärgårdsdoktorn (TV-serie) (gästroll)
- 1999 – Dödlig drift
- 1999 – Gadget
- 1999 – Oskar
- 2000 – Soldater i månsken (TV-serie)
- 2002 – Beck – Annonsmannen (TV-film)
- 2003 – Håkan Bråkan (TV-serie) – doktor Malte Severin
- 2003 – Kontorstid
- 2003 – En utflykt till månens baksida
- 2003 – Hem till Midgård (TV-serie)
- 2003 – Freddies och Leos äventyr
- 2005 – Lasermannen (TV-serie)
- 2006 – Kronprinsessan (TV-serie)
- 2006 – Brandvägg (TV-serie)
- 2006 – Kvarteret Skatan (TV-serie)
- 2006 – Nisse Hults historiska snedsteg (TV-serie)
- 2007 – Hotell Kantarell (TV-serie)
- 2007 – Svensson Svensson (TV-serie)
- 2007 – Den man älskar
- 2007 – Labyrint (TV-serie)
- 2008 – Ping-pongkingen
- 2008 – Kungamordet (TV-serie)
- 2008 – Sthlm (TV-serie)
- 2009 – Kenny Begins
- 2009 – Morden (TV-serie)
- 2009 – Oskyldigt dömd (TV-serie)
- 2010 – Psalm 21
- 2010 – Tusen gånger starkare
- 2010 – Sound of Noise
- 2010 – Under snön (TV-serie)
- 2010 – Drottningoffret (TV-serie)
- 2011 – Hotell Gyllene Knorren – Filmen
- 2012 – Äkta människor (TV-serie)
- 2012 – Sam tar över (TV-serie)
- 2012 – Solsidan (TV-serie)
- 2013 – Wallander – Den orolige mannen
- 2013 – LasseMajas detektivbyrå – von Broms hemlighet
- 2014 – Kärlek deluxe
- 2014 – Welcome to Sweden (TV-serie) (komediserie)
- 2015 – Miraklet i Viskan
- 2015 – Avicii – Waiting For Love (musikvideo)
- 2016 – Finaste familjen (TV-serie)
- 2019 – Välkommen till Solstrålen (kortfilm)

## Teater

### Roller (ej komplett)
| År   | Roll                | Produktion                                                         | Regi                                     | Teater                           |
| ---- | ------------------- | ------------------------------------------------------------------ | ---------------------------------------- | -------------------------------- |
| 1968 | Lycko-Per           | Lycko-Pers resa August Strindberg                                  | Riber Björkman                           | Norrköping-Linköping stadsteater |
| 1968 |                     | Mor Courage och hennes barn Bertolt Brecht                         | Torsten Sjöholm                          | Norrköping-Linköping stadsteater |
| 1969 | Simon               | Den verklige kommissarie Schäfer Tom Stoppard                      | Torsten Sjöholm                          | Norrköping-Linköping stadsteater |
| 1969 |                     | Vem har rätt? Tom Lagerborg och Martha Vestin                      | Riber Björkman                           | Norrköping-Linköping stadsteater |
| 1969 | En annan emigrant   | Emigranten från Brisbane Georges Schehadé                          | Bertil Norström                          | Norrköping-Linköping stadsteater |
| 1969 | Jesper              | Kärlek utan strumpor Johan Herman Wessel och Paolo Scalabrini      | Riber Björkman                           | Norrköping-Linköping stadsteater |
| 1969 |                     | Halva kungariket Allan Edwall                                      | Lars Gerhard Norberg                     | Norrköping-Linköping stadsteater |
| 1970 | Brudgummen          | Blodsbröllop Federico García Lorca                                 | Lars-Erik Liedholm                       | Norrköping-Linköping stadsteater |
| 1970 | Menige Fischer      | Hoppa — vi har nät Joseph Heller                                   | Torsten Sjöholm                          | Norrköping-Linköping stadsteater |
| 1970 | Antonio             | Bättre en tjuv i huset än en fnurra på tråden Dario Fo             | Torsten Sjöholm                          | Norrköping-Linköping stadsteater |
| 1970 | Julio               | Venetianskan Okänd medeltidsförfattare                             | Hans Elfvin                              | Norrköping-Linköping stadsteater |
| 1970 | Andrea Sarti        | Galilei Bertolt Brecht                                             | Torsten Sjöholm                          | Norrköping-Linköping stadsteater |
| 1970 | Lysander            | En midsommarnattsdröm William Shakespeare                          | Torsten Sjöholm                          | Norrköping-Linköping stadsteater |
| 1971 | Prästen             | Snus är snus eller Berättelsen om den undersköna Lina Allan Edwall | Evert Lindberg                           | Norrköping-Linköping stadsteater |
| 1971 |                     | Ostindiefarare Barnteatergruppen vid Göteborgs stadsteater         | Riber Björkman                           | Norrköping-Linköping stadsteater |
| 1971 | Föraren             | Regeln och undantaget Bertolt Brecht                               |                                          | Norrköping-Linköping stadsteater |
| 1972 |                     | Då blev Bertil rädd Sten Elfström och Leif Nilsson                 |                                          | Norrköping-Linköping stadsteater |
| 1972 |                     | Press-stopp Sven Wernström                                         | Riber Björkman                           | Norrköping-Linköping stadsteater |
| 1983 |                     | Skrattmänniskan Victor Hugo                                        | Lars Rudolfsson                          | Orionteatern                     |
| 1996 |                     | Stormen (The Tempest) William Shakespeare                          | Guðjón Pedersen                          | Riksteatern                      |
| 2001 | Kungen av Frankrike | Slutet gott! Allting gott? William Shakespeare                     | Pontus Plaenge                           | Shakespeare på Gräsgården        |
| 2002 |                     | Richard III William Shakespeare                                    | Pontus Plaenge                           | Shakespeare på Gräsgården        |
| 2006 | Polonius            | Hamlet William Shakespeare                                         | Andreas Forner Lindal/ Per-Johan Persson | Shakespeare på Gräsgården        |